# Bedford (Brooklyn)
Bedford é uma comunidade no bairro do Brooklyn, em Nova Iorque, aproximadamente centradas na esquina da actual Fulton Street e da Avenida Franklin (Franklin Avenue). Bedford é mais conhecida por fazer parte da maior comunidade em Bedford-Stuyvesant.
Em tempos anteriores à Guerra da Independência dos Estados Unidos Bedford foi o grande povoado ao leste da Brooklyn Village no pedágio (turnpike) para a Jamaica (Queens) e no resto do Long Island. Ele formou uma importante encruzilhada, com estradas de Williamsburg para o norte e para Estrada Bedford para a Flatbush, ao sul.
A abertura da estrada de ferro Long Island Rail Road (LIRR) em 1836 estabeleceu Bedford como uma das principais cidades ferroviárias. Em 1878, quando foi construído o terminal e o entroncamento com a ferrovia «Brooklyn, Flatbush and Coney Island» (BF&CI, agora BMT Brighton Line), Bedford se tornou uma importante porta de entrada para Coney Island. Agora BF&CI é uma seção do BMT Franklin Avenue Line A estação de metro está localizada na esquina das avenidas Fulton e Franklin. 